# 佐藤健
佐藤健（日语：／ Satoh Takeru，1989年3月21日—），日本男演員。2007年在特摄剧《假面騎士电王》中主演，以一人分飾八種角色的演技而獲得注目。2012年，主演話題漫畫改編的真人版電影《神劍闖江湖》大獲成功，並於2014年推出其第二篇續作「京都大火篇」及第三篇續作「傳說的最終篇」。2015年以《天皇的御廚》榮獲最佳男主角獎項。2020年，出演TBS火曜劇《戀愛可以持續到天長地久》，飾演性格毒舌冷酷的心臟科醫師天堂浬，大獲好評，獲得最佳男配角獎項。原定於2020年上映的代表作《神劍闖江湖 最終章》因受嚴重特殊傳染性肺炎疫情（COVID-19）影響，延至2021年上映。
2020年底宣布創立個人服飾品牌『A-byts』，成為其品牌設計師及主理人

## 簡歷
2005年4月28日，高中二年級的佐藤健於黃金週假期間在原宿竹下通被Amuse事務所的星探發掘，詢問是否想當演員 。 

2006年，初次亮相便於《變身公主》飾演主角「河野亨」。

2007年，徵選後獲選出演《假面騎士電王》的主角「野上良太郎」。

2009年，以《我的帥管家》獲得第60回日劇學院賞最佳男配角獎。

2010年，首次出演大河劇《龍馬傳》。同年10月，首次主演日本電視台黃金時段連續劇《機器女友Q10》。

2012年4月，於舞台劇《羅密歐與茱麗葉》中飾演「羅密歐」一角，為佐藤健首次挑戰舞台劇演出。
同年8月，人氣漫畫改編的真人版電影《神劍闖江湖》上映，佐藤健飾演主角「緋村劍心」，該片上映後連續兩週日本票房冠軍，吸引237萬人次觀眾，創下當月電影最高票房30.1億日幣紀錄。並於2014年公開兩篇續作《神劍闖江湖 京都大火篇》、《神劍闖江湖 傳說的最終篇》，三篇作品累計票房高達125億日元，總計超過980萬人次觀看。原定於2020年上映的續作之四和之五《神劍闖江湖 最終章The Final／The Beginning》因受嚴重特殊傳染性肺炎疫情影響而延至2021年上映。
2013年，首次主演少女漫畫改編的真人版電影《她愛上了我的謊》，在片中飾演才華洋溢的人氣樂團幕後功臣「小笠原秋」。
2015年，主演TBS電視台開台60週年特別企劃劇《天皇的御廚》，平均收視率達14.9%。同年以該劇榮獲2項最佳男主角殊榮。
2018年，出演NHK電視台《半邊藍天》，飾演女主角的青梅竹馬「萩尾律」，為佐藤健首次挑戰晨間劇演出。
2020年1月，出演少女漫畫改編的電視連續劇《戀愛可以持續到天長地久》，飾演在工作時對同事毒舌冷酷卻對患者有著無比耐心的循環器內科魔王醫師「天堂浬」，平均收視率達11.6%。同年3月10日開設個人官方YouTube頻道（官方於3月18日公告），並在生日當天3月21日即突破百萬人次訂閱，以解謎系youtuber自詡。
2020年年底，成立自創服裝品牌ABYTS，表達想與這個品牌找尋各種服飾搭配的正解答案，品牌名稱是Answer BY Takeru Satoh的縮寫。
2021年3月16日，宣布於3月底離開待了將近14年的經紀公司Amuse。與神木隆之介、Amuse共同出資成立新公司「Co-LaVo」，也仍會和前東家繼續保持合作關係。
2021年11月，於寶可夢CM拍攝時及拍攝後，與寶可夢卡牌2016年世界冠軍Shintaro Ito對戰均獲勝，被稱讚得到「非公認四天王」的稱號。
2022年，出演Netflix日劇《First Love 初戀》，獲得現象級成功，一舉將日劇推向國際舞台，獲得多個國際獎項。

## 演出作品
※主演用  粗體字體  顯示

### 電視劇
| 年份 | 首播日          | 電視台      | 劇名                                          | 飾演           |
| ---- | --------------- | ----------- | --------------------------------------------- | -------------- |
| 2006 | 6月28日         | EX          | 變身公主                                      | 河野亨         |
| 2007 | 1月8日          | TX          | 死神的歌謠（第7、8、11話）                    | 市原カンタロウ |
| 2007 | 1月28日         | EX          | 假面騎士電王                                  | 野上良太郎     |
| 2008 | 4月19日         | TBS         | 不良學園                                      | 岡田優也       |
| 2008 | 不良學園 特別篇 | TBS         |                                               | 岡田優也       |
| 2008 | 10月11日        | TBS         | 血色星期一 第一季                             | 九條音彌       |
| 2009 | 1月13日         | CX          | 咩妹的完美執事                                | 柴田劍人       |
| 2009 | 5月23日         | TBS         | MR.BRAIN（第4、5話）                          | 中川優         |
| 2009 | 7月4日          | NTV         | MW（毒氣風暴）‧第0章‧惡魔的遊戲（單元劇）     | 森岡隆志       |
| 2009 | 8月25日         | CX          | 毛骨悚然撞鬼經驗「顔の道」（第5話）           | 藤沢翔太郎     |
| 2010 | 1月3日          | NHK         | 龍馬傳                                        | 岡田以蔵       |
| 2010 | 1月23日         | TBS         | 天才駭客F 第二季                              | 九条音彌       |
| 2010 | 10月16日        | NTV         | 機器女友Q10                                   | 深井平太       |
| 2011 | 1月16日         | TBS         | 冬日櫻花                                      | 稲葉肇         |
| 2011 | 7月21日         | CX          | 最後之絆 沖繩．被撕裂的兄弟（特別單元劇）     | 東江康治       |
| 2013 | 1月13日         | TBS         | 鳶                                            | 市川旭         |
| 2013 | 12月10日        | -           | 她愛上了我的謊另一個故事 〜我和她相會的故事〜 | 小笠原秋       |
| 2014 | 4月15日         | CX          | Bitter Blood                                  | 佐原夏輝       |
| 2015 | 4月26日         | TBS         | 天皇的御廚                                    | 秋山篤蔵       |
| 2018 | 4月2日          | NHK         | 半邊藍天                                      | 萩尾律         |
| 2018 | 7月10日         | TBS         | 繼母與女兒的藍調                              | 麥田章         |
| 2019 | 10月12日        | CX          | 毛骨悚然撞鬼經驗 20周年特別篇「汲怨的目光」   | 宮崎孝史       |
| 2020 | 1月2日          | TBS         | 繼母與女兒的藍調 2020年謹賀新年特別篇         | 麥田章         |
| 2020 | 1月14日         | TBS         | 戀愛可以持續到天長地久                        | 天堂浬         |
| 2022 | 1月2日          | TBS         | 繼母與女兒的藍調 2022年謹賀新年特別篇         | 麥田章         |
| 2022 | 11月24日        | Netflix     | First Love 初戀                               | 並木晴道       |
| 2023 | 1月13日         | TBS         | 如果能說100萬次就好了                         | 鳥野直木       |
| 2024 | 1月2日          | TBS         | 繼母與女兒的藍調 2024年謹賀新年特別篇         | 麥田章         |
| 2025 | 6月27日         | Prime Video | 和我老公結婚吧                                | 鈴木亘         |
| 2025 | 7月31日         | Netflix     | Glass Heart                                   | 藤谷直季       |

### 電影
| 年份 | 日期     | 出品     | 片名                                      | 原片名                                                   | 角色                     |
| ---- | -------- | -------- | ----------------------------------------- | -------------------------------------------------------- | ------------------------ |
| 2007 | 8月4日   | 東映     | 劇場版 假面騎士電王 老子，誕生！          | 劇場版 仮面ライダー電王 俺、誕生                         | 野上良太郎               |
| 2008 | 4月12日  | 東映     | 劇場版 假面騎士電王&Kiva Climax刑事       | 劇場版 仮面ライダー電王&キバ クライマックス刑事          | 野上良太郎               |
| 2008 | 10月4日  | 東映     | 劇場版 再見，假面騎士電王 Final Countdown | 劇場版 さらば仮面ライダー電王 ファイナル・カウントダウン | 野上良太郎（特別出演）   |
| 2009 | 5月1日   | 松竹     | 大盜五右衛門                              | GOEMON                                                   | 霧隱才藏（少年時代）     |
| 2009 | 5月30日  | 東寶     | 菜鳥總動員：畢業決戰不良學園終極電影版    | ROOKIES -卒業-                                           | 岡田優也                 |
| 2010 | 5月8日   | 東寶     | 圈套電影版3：超能力者大逃殺               | 劇場版 TRICK 霊能力者バトルロイヤル                      | 中森翔平                 |
| 2010 | 9月4日   | 松竹     | 搖滾新樂團BECK                            | BECK                                                     | 田中幸雄                 |
| 2012 | 8月25日  | 華納兄弟 | 神劍闖江湖                                | るろうに剣心                                             | 緋村劍心                 |
| 2013 | 6月1日   | 東寶     | 完美的蛇頸龍之日                          | リアル〜完全なる首長竜の日                               | 藤田浩市                 |
| 2013 | 12月14日 | 東寶     | 她愛上了我的謊                            | カノジョは嘘を愛しすぎてる                               | 小笠原秋                 |
| 2014 | 8月1日   | 華納兄弟 | 神劍闖江湖 京都大火篇                     | るろうに剣心 京都大火編                                  | 緋村劍心                 |
| 2014 | 9月13日  | 華納兄弟 | 神劍闖江湖 傳說的最終篇                   | るろうに剣心 伝説の最期編                                | 緋村劍心                 |
| 2015 | 6月6日   | 松竹     | 廁所裡的聖殤                              | トイレのピエタ                                           | 清潔員 金澤（客串）      |
| 2015 | 10月3日  | 東寶     | 爆漫王                                    | バクマン。                                               | 真城最高                 |
| 2016 | 5月14日  | 東寶     | 如果這世界貓消失了                        | 世界から猫が消えたなら                                   | 我／惡魔                 |
| 2016 | 10月15日 | 東寶     | 何者                                      | 何者                                                     | 二宮拓人                 |
| 2017 | 9月30日  | 東寶     | 亞人                                      | 亜人                                                     | 永井圭                   |
| 2017 | 12月16日 | 松竹     | 跨越8年的新娘                             | 8年越しの花嫁 奇跡の実話                                 | 西澤尚志                 |
| 2018 | 4月20日  | 東寶     | 殺戮重生犬屋敷                            | いぬやしき                                               | 獅子神皓                 |
| 2018 | 10月19日 | 東寶     | 億男                                      | 億男                                                     | 大倉一男                 |
| 2018 | 11月23日 | KADOKAWA | 平成地獄兄弟～驚驚 Hardcore               | ハード·コア                                              | 權藤左近                 |
| 2018 | 12月22日 | 東映     | 假面騎士 平成世代 Forever                 | 仮面ライダー平成ジェネレーションズForever                | 野上良太郎（特別出演）   |
| 2019 | 2月22日  | GAGA     | 馬拉松武士                                | サムライマラソン                                         | 唐沢甚内                 |
| 2019 | 8月2日   | 東寶     | 勇者鬥恶龙：你的故事                      | ドラゴンクエスト ユア・ストーリー                        | 琉卡（聲優出演）         |
| 2019 | 11月8日  | 日活     | 那一夜                                    |                                                          | 稻村雄二                 |
| 2020 | 3月20日  | 松竹     | 靠北少女                                  |                                                          | 高級俱樂部服務生（客串） |
| 2021 | 4月23日  | 華納兄弟 | 神劍闖江湖 最終章 The Final               | るろうに剣心 最終章 The Final                            | 緋村劍心                 |
| 2021 | 6月4日   | 華納兄弟 | 神劍闖江湖 最終章 The Beginning           | るろうに剣心 最終章 The Beginning                        | 緋村劍心                 |
| 2021 | 7月16日  | 東寶     | 龍與雀斑公主                              |                                                          | 龍（聲優出演）           |
| 2021 | 10月1日  | 松竹     | 那些得不到保護的人                        | 護られなかった者たちへ                                   | 利根泰久                 |
| 2024 | 3月22日  | 東寶     | 四月她將到來                              | 四月になれば彼女は                                       | 藤代俊                   |
| 2024 | 12月13日 | 華納兄弟 | 工作細胞                                  | はたらく細胞                                             | 白血球                   |

### 解謎番組
- 佐藤健＆千鳥ノブよ！この謎を解いてみろ！～天才謎解き集団からの挑戦状～ (2021年1月11日)
- 佐藤健＆千鳥ノブよ！この謎を解いてみろ！閃きの諜報員(2021年8月9日)
- 佐藤健＆千鳥ノブよ！この謎を解いてみろ！ハテナ島からの脱出 (2022年1月17日)
- 佐藤健＆千鳥ノブよ！この謎を解いてみろ！～謎解き学園・真夏の実力テスト～第4弾 (2022年8月8日)
- 哈根達斯ハーゲンダッツハウスからの脱出 佐藤健への挑戦状 (2022年8月10日)
- 仙台解謎漫步 向街道許願 (2022年12月23日)
- 佐藤健＆千鳥ノブよ！この謎を解いてみろ！極悪カジノをぶっつぶせ(2023年5月17日)
- 佐藤健＆千鳥ノブよ！この謎を解いてみろ！(2024年11月6日)[19]

### 舞台劇
- 羅密歐與茱麗葉 （2012年4月29－6月10日）飾演 羅密歐

### PV
- Bahashishi（日语：Bahashishi）「オアシス」（2007年9月5日發售）
- Bahashishi「約束」（2007年11月14日發售）
- Bahashishi「キセキ」（2008年2月13日）
- 五月天「Do You Ever Shine?」（2014年6月4日發售）
- Vaundy「僕にはどうしてわかるんだろう」(テレビ朝日系木曜ドラマ『PJ ～航空救難団～』主題歌) (2025年5月6日公開)[20]

## 得獎
- 第60回日劇學院賞最佳男配角獎（助演男優賞）《咩妹的完美執事》（2009年）
- BLOG of the year（日语：BLOG of the year）男藝人‧演員部門（男性タレント・俳優部門）（2009年）
- 第20回日本電影影評人大獎新進男演員獎（南俊子獎）《搖滾新樂團BECK》（2010年）
- 第35回黃金飛翔獎（日语：エランドール賞）新人獎（2011年）
- 第1回JAPAN ACTION AWARDS（日语：ジャパンアクションアワード）最佳動作男演員（ベストアクション男優部門 最優秀賞）《神劍闖江湖》（2013年）
- 第3回JAPAN ACTION AWARDS最佳動作男演員（ベストアクション男優部門 最優秀賞）《神劍闖江湖 京都大火篇》（2015年）
- 第85回日劇學院賞最佳男主角（主演男優賞）《天皇的御廚》（2015年）
- 2015年東京國際戲劇節最佳男主角（主演男優賞）《天皇的御廚》（2015年）
- 第24回橋田賞《天皇的御廚》（2016年）
- 第42回放送文化基金賞（日语：放送文化基金賞）演技賞《天皇的御廚》（2016年）
- 第41回日本アカデミー賞主演男優賞優秀賞《跨越8年的新娘》(2017年)
- 第6回JAPAN ACTION AWARDS最佳動作男演員（ベストアクション男優部門 最優秀賞）《亞人》（2018年）
- 第13回CONFiDENCE日劇大獎最佳男配角獎（助演男優賞）《半邊藍天》、《繼母與女兒的藍調》（2018年）
- 2018年日刊體育日劇大賞夏季最佳男配角《半邊藍天》（2018年）
- 第98回日劇學院賞最佳男配角獎（助演男優賞）《半邊藍天》（2018年）
- 第104回日劇學院賞最佳男配角獎（助演男優賞）《戀愛可以持續到天長地久》（2020年）
- 2020年東京國際戲劇節最佳男配角獎（助演男優賞）《戀愛可以持續到天長地久》（2020年）
- Yahoo!搜尋大賞2020 男演員組別獎、今年之顏獎（2020年）
- 2021年第76回每日電影獎最佳男主角（主演男優賞）《那些得不到保護的人》（2021年）
- 第45回日本アカデミー賞主演男優賞優秀賞《那些得不到保護的人》(2021年)
- 2022年微博群英會2022(WEIBO Account Festival 2022)最優秀男演員（2022年）[21]
- 2023年亞洲國際電影節 STARS GALA獲得Commercial Value Award(商業價值獎)

## 唱片
- 『變身公主 登場人物歌曲系列』Vol.1 Treasure　歌：豊実琴（鎌苅健太）・四方谷裕史郎（藤田玲）・河野亨（佐藤健）
- 『變身公主 登場人物歌曲系列』Vol.5 YES!　歌：河野亨（佐藤健）
- 『Double-Action』 歌：野上良太郎、桃塔羅斯（佐藤健、關俊彥）
- 『Perfect-Action -Double-Action Complete Collection-』
  - 「Double-Action Sword form」歌：野上良太郎、桃塔羅斯（佐藤健、關俊彥）
  - 「Double-Action Rod form」 歌：野上良太郎、浦塔羅斯（佐藤健、遊佐浩二）
  - 「Double-Action Ax form」 歌：野上良太郎、金塔羅斯（佐藤健、寺杣昌紀）
  - 「Double-Action Gun form」 歌：野上良太郎、龍塔羅斯（佐藤健、鈴村健一）
- 『Real-Action』歌：野上良太郎（佐藤健）
- 「Double-Action Wing form」 歌：野上良太郎、SIEG（佐藤健、三木真一郎）
- 『TenBlank』歌：藤谷直季[22]

## 書籍
- CD Photo book 「Pre-go 〜ZERO〜」（2006年發售）
- 寫真集「Intently」（2008年1月24日發售）
- 寫真集「400DAYS」（2008年7月28日發售）
- 寫真集「深呼吸。」（2009年1月11日發售）
- 寫真集「So Far So Good」（2010年10月15日發售）
- 寫真集「NOUVELLES」（2011年1月21日發售）
- 寫真集「6 1/2 ～2007-2013 佐藤健の6年半～ vol.1 さくらんぼ」（2013年11月29日發售）
- 寫真集「6 1/2 ～2007-2013 佐藤健の6年半～ vol.2 ロックバラード 」（2013年12月6日發售）
- 寫真集「6 1/2 ～2007-2013 佐藤健の6年半～ Vol.3 風」（2013年12月13日發售）
- 寫真集「ALTERNATIVE」（2014年7月24日發售）
- 電影公式書「世界から猫が消えたなら」オフィシャルフォトブック（2016年4月21日發售）
- 寫真集＋DVD「X(ten)」（2016年9月12日發售）
- 「るろうにほん 熊本へ」（2017年4月14日發售）[23]
- 寫真集「佐藤健in半分，青い。PHOTO BOOK」（2018年9月5日發售）
- 寫真集「13years～TAKERU SATOH ANNIVERSARY BOOK 2006→2019～」（2019年3月20日發售）[24]
- 雜誌別冊「TAKERU SATOH＆KEISUKE WATANABE NYLON SUPER VOL.1 」（2020年4月28日發售）
- 書籍「BACK STAGE PASS TAKERU SATOH」(2022年1月19日發售)[25]
- 書籍「みやぎから、」（2022年3月4日發售）[26]
- 藝術書「Beyond」(2023年2月21日發售)[27]

## DVD
- First DVD「My Color」（2008年2月發售）
- THE GAME 〜Boy's Film Show〜（2009年12月發售）
- HT 〜N.Y.の中心で、鍋をつつく〜（2010年2月17日發售）
- THE GAME 〜Boy's Film Show〜2010（2010年10月10日發售）
- HT〜赤道の真下で鍋をつつく〜 （2011年11月11日發售）
- 「たけてれDVD vol.1 」（初回限定版）～（2014年7月24日發售）
- 「たけてれDVD vol.1 」（通常版）～（2015年8月7日發售）
- 「たけてれDVD vol.2」～（2015年8月26日發售）
- 「たけてれDVD vol.3」～（2016年9月12日發售）
- 「たけてれDVD vol.4」～（2017年8月30日發售）
- 「たけてれDVD vol.5」～（2018年11月14日發售）
- 「たけてれDVD vol.6」(初回限定生産アウターケース付き)～（2019年12月25日發售）
- 「たけてれDVD vol.6」（通常盤）～（2019年12月25日發售）
- TAKERU SATOH FANMEETING 2025 [TAKERU FES]（FC限定版-收錄午晚兩場）[28](2025年10月1日發售)
- TAKERU SATOH FANMEETING 2025 [TAKERU FES]（通常版-收錄晚場）[29](2025年10月1日發售)

## 外部連結
- YouTube上的佐藤健頻道（页面存档备份，存于）（日語）
- 佐藤健官方個人介紹頁（页面存档备份，存于） （日語）
- Co-LaVo佐藤健官方個人介紹頁（页面存档备份，存于）
- 官方网站（页面存档备份，存于） （日語）
- 佐藤健 /takeru sato的Instagram帳戶（日語）
- 佐藤健的新浪微博 （简体中文）
- 佐藤健官方BLOG「WITH」（已於2011年7月1日關閉）
- Amuse Facebook（页面存档备份，存于） （日語）
- 佐藤健在互联网电影资料库（IMDb）上的資料（英文）
- 佐藤健自創服裝品牌ABYTS （页面存档备份，存于）
- 佐藤健官方Bilibili （页面存档备份，存于）

| 前任： 水嶋斐呂 （假面騎士KABUTO） | 日本假面騎士系列主騎士演員 假面騎士電王 2007年1月28日-2008年1月20日 | 繼任： 瀨戶康史 （假面騎士KIVA） |